# رونالد د ویته
رونالد د ویته (انگلیسی: Ronald De Witte؛ زادهٔ ۲۱ اکتبر ۱۹۴۶) دوچرخه‌سوار اهل بلژیک است.
از باشگاه‌هایی که در آن بازی کرده‌است می‌توان به تیم دوچرخه‌سواری پژو و تیم دوچرخه‌سواری فلاندریا اشاره کرد.